# Denaro

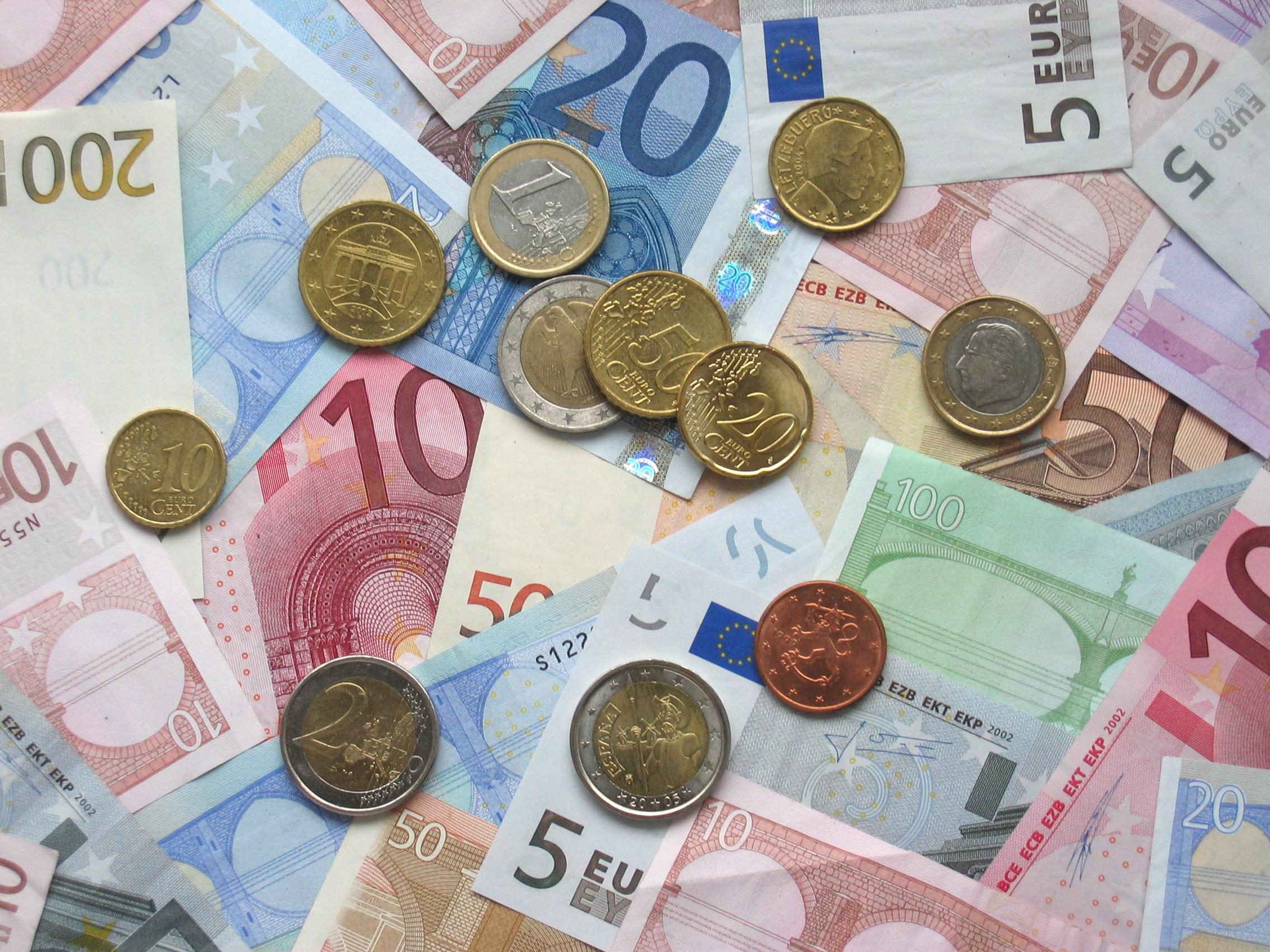
Monete e banconote in euro

Il denaro o moneta, o anche soldi, secondo le scienze economiche è uno strumento che può assumere le funzioni di:
- mezzo di scambio
- unità di conto
- riferimento per pagamenti dilazionati
- riserva di valore.

Il denaro è uno dei principali argomenti studiati in economia.

## Moneta merce

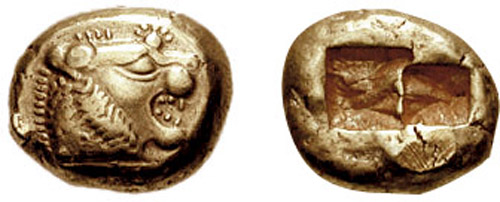
Uno statere in elettro dalla regione della Lidia

Prima dell'invenzione del denaro lo scambio pacifico diretto di beni contro beni tra sconosciuti avveniva con il baratto, è una modalità semplice con vantaggi e problemi, uno dei quali era costituito dai vincoli di tempo.
La soluzione di scambiare a credito, praticata fra tribù diverse, presupponeva rapporti consolidati, di solito non facili da instaurare né da mantenere. Lo scambio più semplice richiedeva l'immediata contiguità temporale delle consegne. Ma per questo era ovviamente necessario che entrambe le merci fossero disponibili nello stesso tempo e nello stesso spazio, e non era una precondizione da poco. Ad esempio, un baratto di arance contro grano, posti i diversi tempi stagionali di maturazione e dunque di reperibilità, era impossibile, o quantomeno sconsigliabile.
Nel tempo, dal baratto diretto si passò dunque al baratto mediato, attraverso l'uso di una terza merce, di carattere guarentigio, che potesse fungere da "valore-ponte": la moneta merce. Questo consentiva non solo di poter ampliare la possibilità di scambio oltre la contemporaneità di reperimento, ma anche di effettuare scambi indiretti, in cui più di due soggetti scambiavano beni senza che ogni volta chi consegnava un bene ottenesse in cambio un bene di proprio interesse direttamente da chi riceveva il suo. Questa "merce terza" fu nel mondo occidentale ben presto individuata in lavorazioni ben definite di alcuni metalli, il più noto dei quali è l'oro.
Con l'oro, per fare un caso concreto, era possibile vendere qualunque bene nel momento più opportuno, ricevendo in cambio delle monete. Era poi possibile riutilizzare lo stesso oro per comprare un bene deperibile, per esempio grano o vasi, al momento in cui si fosse desiderato farlo oppure quando fosse stato disponibile. Per il grano, dopo il raccolto, e per la ceramica quando fosse arrivata al luogo di mercato.
Il denaro fu quindi introdotto col compito di funzionare da valore-ponte, rendendo tutti i prodotti prima di tutto veramente intercambiabili e in particolare per permettere lo scambio di beni disponibili in momenti diversi dell'anno. 
Come effetto secondario sul piano concettuale, ma che divenne altrettanto importante, l'introduzione denaro di fatto consentì di variare i tassi di cambio tra due beni: semplicemente cambiando il momento in cui si vendeva in cambio di denaro il primo bene, e il momento in cui si acquistava in cambio di denaro il secondo bene, si potevano scambiare per esempio due vacche con un numero diverso di pecore agendo sulla tempistica della compra e della vendita.

## Merci di scambio
I primi casi di denaro furono oggetti che risultavano utili per il loro valore intrinseco. Ciò era noto come merce di scambio ed includeva qualsiasi prodotto di larga diffusione con un proprio valore; esempi sono stati il bestiame, delle conchiglie rare o i denti di balena.
Anche nei paesi sviluppati, in assenza di altri tipi di denaro, le persone hanno occasionalmente utilizzato come denaro delle merci come il tabacco. L'ultima volta che questo è avvenuto su larga scala è stato immediatamente dopo la Seconda guerra mondiale, con l'uso comune di sigarette come merce di scambio.
Una volta che una merce viene usata come denaro, essa acquisisce un valore che è spesso lievemente differente dal suo valore intrinseco. Il fatto di poter essere utilizzata come denaro aggiunge utilità alla merce, aumentandone, quindi, il valore. Questa utilità aggiuntiva dipende da aspetti sociali ed è influenzata dall'uso che del denaro se ne fa in quella società. Di conseguenza, sebbene le merci di scambio siano reali, il loro valore non è fisso. Un primo esempio è dato dall'oro, che ha acquisito un valore differente in differenti popolazioni, ma in nessuna è stato tanto valorizzato quanto in quelle che lo hanno utilizzato come denaro. Le fluttuazioni del valore di una merce di scambio dipendono molto dalla domanda e dall'offerta corrente e stimata: ad esempio, l'approssimarsi all'esaurimento di una miniera d'oro fa sì che il valore aumenti in vista della prossima riduzione dell'offerta.
Il denaro può essere qualsiasi cosa che le parti considerino scambiabile, ma la praticità delle merci varia notevolmente. Caratteristiche desiderabili per il denaro includono l'essere immagazzinabile per lunghi periodi, avere volumi ridotti per poter essere facilmente trasportato ed essere di difficile reperibilità, in modo da non essere reperibile al di fuori delle attività commerciali. Ancora una volta, la domanda e l'offerta giocano un ruolo chiave nella determinazione del valore. Se un governo stampa più banconote, esso incrementa l'offerta senza un corrispondente incremento del valore. Quindi, il denaro vale meno di prima dell'emissione delle nuove banconote.
Per questi motivi, metalli come oro ed argento sono stati spesso utilizzati come merce di scambio. Comunque, per migliorarne le caratteristiche meccaniche e la lavorabilità, questi metalli sono spesso utilizzati in leghe con metalli meno pregiati, rendendone il valore variabile.

## Monetazione standard
Il diaspro nero, comunemente chiamato "pietra di paragone", è una delle principali forme cristalline della silice. L'uso del diaspro nero è ciò che ha aperto la strada al metallo come merce di scambio e moneta. Su una pietra di paragone può essere verificata la purezza di qualsiasi metallo tenero confrontando il colore delle tracce che si formano strofinandovelo sopra, permettendo di risalire rapidamente al contenuto in metallo prezioso. L'oro è un metallo tenero, che è anche difficile da trovare, denso e conservabile. Per questi motivi, l'oro come denaro si diffuse rapidamente dall'Asia Minore, dove venne inizialmente utilizzato, al mondo intero.
L'utilizzo di questo sistema richiede di effettuare diversi passi e qualche conto. La pietra di paragone permette di stimare la quantità di oro in una lega, che deve essere poi moltiplicato per il peso del pezzo di metallo per trovare la quantità di metallo prezioso contenuto.
Per semplificare questo processo venne introdotto il concetto di monetazione standard. Il titolo delle leghe era prefissato, come il peso delle monete coniate, in modo tale che conoscendo l'origine della moneta non era richiesta l'utilizzo di pietre di paragone. Le monete erano tipicamente coniate dai governi con procedimenti rigorosamente protetti e poi marcati con simboli che garantivano il peso ed il valore del metallo.
Sebbene l'argento e l'oro fossero i metalli comunemente usati per coniare monete, non mancò l'utilizzo anche di altri metalli. All'inizio del XVII secolo, la Svezia si trovò in carenza di metalli preziosi e così produsse "piastre" che erano grosse lastre di rame di circa 50 cm di lato, che riportavano l'indicazione del loro valore. La scarsa maneggevolezza di queste piastre contribuì indubbiamente a far sì che la Svezia fosse il primo paese europeo a emettere banconote nel 1661, arrivando qualche anno dopo a fondare la prima banca nazionale al mondo, la Riksbank.

## Denaro convertibile
Il denaro si è poi evoluto in un sistema di denaro convertibile. Sì è riusciti cioè a ottenere che il denaro di per sé possa avere un valore intrinseco molto più basso del suo valore di scambio, cioè possa essere fatto corrispondere a merci che hanno un valore molto più alto dell'oro e dell'argento o dei metalli di cui è fatta una moneta, oppure allo stesso modo della carta e inchiostro e insieme anche delle ore di lavoro delle persone e dei macchinari con cui è fatta la banconota che si adotta. Il primo sistema fu di garanzia da parte di un ente ritenuto stabile e terzo: Valute cartacee e monete di metallo non prezioso furono coperte dalla promessa di un governo o di una banca di trasformarlo in una determinata quantità di metallo prezioso, come l'argento. Ad esempio, da questo tipo di sistema deriva il termine "British Pound", che era inizialmente una unità monetaria garantita da una libbra ("pound") di argento al 92.5% ("sterling silver"), da cui la valuta "Pound Sterling" (in italiano chiamata lira sterlina).
Per buona parte del XIX e XX secolo, molte valute furono basate su denaro convertibile grazie all'uso del gold standard.

## Denaro a corso legale

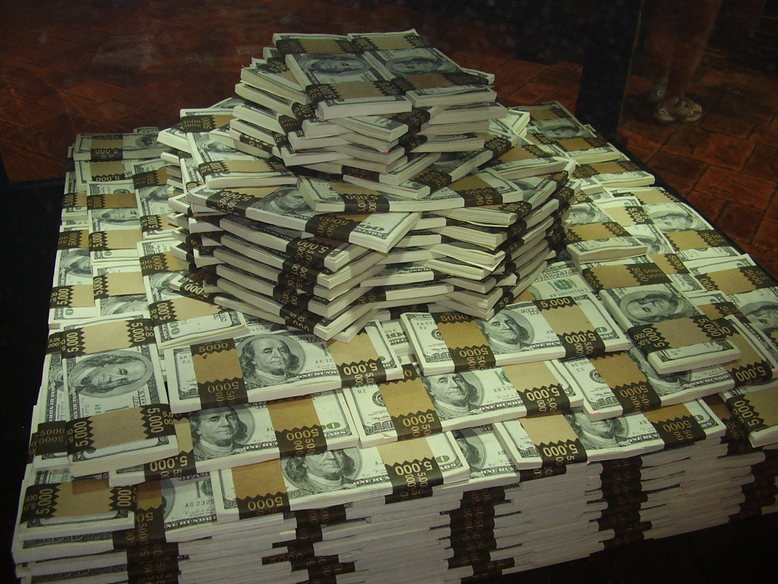
Banconote statunitensi

Il denaro a corso legale è quel denaro non coperto da riserve di altri materiali. Al denaro viene dato un valore grazie al fatto che esiste un'autorità (ad esempio un governo) che agisce come se ne avesse. Se un'organizzazione abbastanza grande emette, usa ed accetta qualcosa come pagamento per fatture o tasse, automaticamente quel qualcosa acquisisce valore, dato che è riconosciuto come mezzo di scambio.
I governi nel tempo sono a volte passati a forme di denaro a corso legale in periodi di bisogno (come, ad esempio, durante delle guerre), sospendendo il servizio da loro offerto di cambio del denaro in oro (o qualsiasi altra cosa il denaro rappresentasse), con effetti sul potere d'acquisto generalmente inferiori a quanto ci si potesse aspettare. Analogamente, anche una riduzione del rapporto di cambio tra moneta ed oro aveva in genere meno effetto del previsto sul potere d'acquisto. Gli Stati Uniti passarono definitivamente al denaro a corso legale nel 1971. Dato che anche le altre valute erano riferite al dollaro statunitense, vi fu automaticamente una moltiplicazione dei paesi che si ritrovarono ad adottare il corso legale.

## Denaro a credito
Il denaro a credito spesso esiste in parallelo ad altre forme di denaro, come quello a corso legale o alle merci di scambio, e dal punto di vista dell'utente è indistinguibile da queste. Molto del denaro del mondo occidentale è denaro a credito derivato da valute nazionali a corso legale. Il denaro a credito tende a presentarsi come sottoprodotto della domanda e del prestito di denaro, come mostrato nell'esempio che segue.
Immaginiamo di aver depositato una certa quantità di monete d'oro nel forziere di una banca. La banca può prestare le monete a una seconda persona sulla base della promessa di ripagare le stesse monete con un extra a una certa data. La seconda persona può nel frattempo utilizzare le monete come denaro. Questo mentre noi continuiamo a possederle ed utilizzarle, potendo passarne la proprietà a una terza persona con una richiesta di trasferimento sul conto di quest'ultimo. In quest'esempio è come se vi fosse nuovo denaro creato durante il prestito, in modo tale da permettere a più parti di usare le stesse monete allo stesso tempo. Questo discorso si può estendere a un numero a piacere di nuove parti che possono richiedere e ricevere denaro in prestito, ma per ciascun utente aggiuntivo deve esserci una promessa di restituzione delle monete. L'extra costo previsto nel rimborso, oltre a rappresentare un margine per l'operatore finanziario, serve per dare stabilità al processo, assorbendo eventuali crediti non esigibili. Altro elemento di stabilità dovrebbe essere il rapporto tra depositi e prestiti, in origine equivalente, oggigiorno fissato per ciascuna nazione dalla banca centrale in media con la proporzione sbilanciata di 1:100..

## Denaro digitale
Il "denaro digitale" ebbe un momento di voga prima della bolla del 2000. Flooz e Beenz furono particolarmente pubblicizzati come una forma alternative al denaro. Mentre la bolla tecnologica causò l'accorciamento della loro vita, alcune nuove valute digitali (quali ad esempio bitcoin), hanno raggiunto una qualche, sebbene generalmente modesta, diffusione.

## Filosofia del denaro
Karl Marx sostiene quella che egli chiama la «potenza sovvertitrice del denaro» intendendo la sua forza nella formazione e trasformazione dei rapporti sociali.
L'analisi di Georg Simmel invece esula dalla funzione meramente economica del denaro, per concentrarsi su quella sociologica e psicologica, che avrebbe condotto all'alienazione dell'individuo e dei valori umani.

## Curiosità
Nella Firenze del XIV secolo, la cui parlata avrebbe poi dato origine alla lingua italiana, il termine denaro non aveva il significato generico odierno ma indicava una specifica moneta, di valore pari alla dodicesima parte del soldo e alla duecentoquarantesima parte della lira. Precedentemente la monetazione carolingia aveva previsto invece un'unica moneta legale e il "monometallismo argenteo" Questo significa che veniva coniato il denaro, moneta che non aveva né multipli né sottomultipli. Il denaro era di argento, e quindi nel sistema previsto dalla monetazione carolingia non esistevano altri metalli.
Questo sistema monetario ha regolato la coniazione in Europa per molti secoli, fin quando la rivoluzione francese e gli avvenimenti ad essa collegati, portarono all'affermazione del sistema decimale; fenomeno che non toccò la Gran Bretagna fino al 1971. La lira sterlina o pound sterling, l'unità monetaria britannica, era infatti divisa in venti soldi, o scellini (shilling), ciascuno dei quali valeva dodici denari (penny, al plurale pence). In molte lingue le parole che indicano la moneta in generale spesso derivano dal nome di unità monetarie specifiche: così in italiano soldi, denaro, ma anche svanziche (il pezzo da venti austriaco), palanche, baiocchi, ghelli e quattrini.